# Eudes de Dampierre
Eudes de Dampierre ou Odo de Dampierre nasceu por volta de 1010 em Champagne, Aube. Dampiere, era filho único e morreu em 1048. Era filho de Hildouin ou Gelduíno de Dampierre e Melsinda de Limoges de Condado de Limoges, no território do Ducado da Aquitânia. Seus avós paternos eram Gervásio ou Hérivée de Châtillon e Gisele de Cambrai. Foi pai de Valter de Dampierre, Vitier ou Gauthier é considerado historicamente o fundador da Casa de Dampierre.

## Relações familiares
Foi filho de Gelduíno de Dampierre e Melsinda de Limoges e casado com Sybille I de Bolonha, de quem teve:
1. Valter de Moeslain (Moeslain, França, 1030 - 1080) casado com Sibilia II da França do Condado da Bolonha (1035-1074).